# Bematistes tellus
Bematistes tellus är en fjärilsart som beskrevs av Aurivillius 1893. Bematistes tellus ingår i släktet Bematistes och familjen praktfjärilar. Inga underarter finns listade i Catalogue of Life.